# Петковичі (Барановицький район)
Петковичі (біл. Петкавічы) — село в Білорусі, у Барановицькому районі Берестейської області. Орган місцевого самоврядування — Крошинська сільська рада.

## Населення
За переписом населення Білорусі 2009 року чисельність населення села становило 333 особи.